# Expeditie Robinson: All Stars
Expeditie Robinson: All Stars is een speciaal tussenseizoen Expeditie Robinson, waarin zestien oud-(halve)finalisten van de eerdere reguliere seizoenen de strijd met elkaar aan gaan om uitgeroepen te worden tot de ultieme Robinson.
De opnames van het programma vonden plaats op Zanzibar. De presentatie van dit speciale seizoen was in handen van Geraldine Kemper en Art Rooijakkers. De voice-over werd verricht door Domien Verschuuren.

## Uitzending
In november 2021 maakte RTL bekend dat het in 2022 met een speciaal Expeditie Robinson-seizoen zou komen dat exclusief op de video-on-demanddienst van RTL genaamd Videoland te zien zou zijn. De presentatie werd toegewezen aan Geraldine Kemper en Art Rooijakkers. Kemper was eerder te zien als presentatrice van het bonusseizoen Expeditie Robinson: NL vs BE.
Echter, nadat The voice of Holland door RTL werd opgeschort door vermeend seksueel overschrijdend gedrag, kwam RTL met een nieuwe programmering waardoor dit seizoen als opvulling toch op RTL 4 te zien zou zijn. Wel was er de optie om op Videoland de uitzendingen een week eerder te bekijken dan op RTL 4.

## Expeditieleden
In het All Stars-seizoen van 2022 deden de volgende kandidaten mee:
| Naam                | Beroep / bekend van                         | Uitkomst eerste deelname | Resultaat           |
| ------------------- | ------------------------------------------- | ------------------------ | ------------------- |
| Niels Gomperts      | Acteur                                      | halvefinalist uit 2017   | Winnaar             |
| Dominique Hazeleger | Mediapersoonlijkheid en fitnessinstructrice | finalist uit 2018        | Verliezend finalist |
| Ferry Doedens       | Acteur                                      | finalist uit 2014        | Verliezend finalist |
| Sebastiaan Labrie   | Acteur en presentator                       | halvefinalist uit 2010   | 4e                  |
| Mariana Verkerk     | Oud-model en catwalkcoach                   | halvefinalist uit 2019   | 4e                  |
| Edith Bosch         | Voormalig judoka                            | winnares uit 2013        | 6e                  |
| Rita Berger         | Mediapersoonlijkheid                        | finalist uit 2009        | 7e                  |
| Thomas Dekker       | Voormalig wielrenner                        | finalist uit 2016        | 8e                  |
| Carlos Platier Luna | Judoka                                      | winnaar uit 2017         | 9e                  |
| Bertie Steur        | Boer, Mediapersoonlijkheid                  | winnares uit 2016        | 10e                 |
| Jan Bronninkreef    | Boer, mediapersoonlijkheid                  | winnaar uit 2018         | 11e                 |
| Hugo Kennis         | Tv-kok                                      | winnaar uit 2019         | 12e                 |
| Diorno "Dio" Braaf  | Rapper                                      | finalist uit 2016        | 13e                 |
| Krystl              | Zangeres                                    | finalist uit 2014        | 14e                 |
| Gregory Sedoc       | Oud-hordeloper                              | finalist uit 2018        | 15e                 |
| Kay Nambiar         | Televisiepresentator                        | winnaar uit 2014         | 15e                 |

De eerste negen kandidaten hebben de samensmelting gehaald.

## Trivia
- Mariana Verkerk is met 61 jaar de oudste deelnemer die meedeed aan dit seizoen en Dominique Hazeleger met 24 jaar de jongste.
- Eerder was in 2006 ook een seizoen met enkel oud-deelnemers. Deze kwamen uit seizoenen met onbekende Nederlanders en Belgen en dit seizoen werd uitgezonden op de voormalige zender Tien (toen nog Talpa geheten) onder de naam Expeditie Robinson: Strijd der Titanen.
- Eva Koreman werd ook benaderd om deel te nemen, maar haar zwangerschap liet het niet toe.